# Magdalena Mulet Roca
Magdalena Mulet Roca (15 de juliol de 1929) fou batlessa de Santa Eugènia entre el 1969 i el 1976. Va ser la segona dona batlessa de Mallorca.
Mulet va estudiar magisteri a Palma i en finalitzar la carrera va treballar de mestra a diversos llocs de Mallorca i Menorca fins a aconseguir una plaça a l'escola de Santa Eugènia. L'any 1966 va ser nomenada regidora d'Educació i Cultura a l'Ajuntament de Santa Eugènia. Va estar 7 anys de batlessa i 23 vinculada al govern municipal. Un dels primers projectes que va fer, va ser un centre cultural on els joves podien veure la televisió i gaudir dels llibres que havia a la biblioteca. També va fer asfaltar el poble i el va dotar d'electricitat, a més d'obrir una oficina de correus, una farmàcia, una caixa d'estalvis i recuperar els terrenys de l'estació del tren.